# مخطط فورونوي
في الرياضيات، سمي مخطط فوروني (بالإنجليزية: Voronoi diagram) على اسم العالم الروسي غيورغي فورونوي وهو عملية فصل للفضاء المتري محددة بالمسافة عن نقاط معزولة في الفضاء.

## تعريف مخطط فورونوي
في أبسط صوره، تعطى مجموعة S من النقاط في المستوي (تسمى نقاط فورونوي)، يكون لكل نقطة s من S منطقة محيطة بها (V(s تحوي جميع النقاط التي تكون أقرب إلى s من أي نقطة أخرى في S.
عند وضع الرمال في وعاء له فتحات دائرية بأقطار مختلفة ، من الممكن الحصول على سطح بميل ثابت وحواف على شكل مخطط فورونوي

## خصائص
- المخطط الثنائي لمخطط فوروني يعطي تثليث ديلاوني لمجموعة النقاط S ذاتها.
- أقرب زوج من مجموعة النقاط تكون نقطتان تشتركان بضلع من مضلعات مخطط فورونوي.
- تكون نقطتان متجاورتان على الهيكل المحدب إذا وفقط إذا كانت خلاياهما في مخطط فورونوي تشتركان بضلع طوله لانهائي.